# Веццано-суль-Кростоло
Веццано-суль-Кростоло (італ. Vezzano sul Crostolo) — муніципалітет в Італії, у регіоні Емілія-Романья,  провінція Реджо-Емілія.
Веццано-суль-Кростоло розташоване на відстані близько 340 км на північний захід від Рима, 65 км на захід від Болоньї, 13 км на південний захід від Реджо-нелль'Емілії.
Населення — 4285 осіб (2014).
Щорічний фестиваль відбувається 11 листопада. Покровитель — святий Мартин.

## Демографія
Населення за роками:

Станом на 1 січня 2023 року в муніципалітеті офіційно проживали 293 іноземці з 39 країн, серед них 63 громадяни країн Євросоюзу та 17 громадян України.

## Сусідні муніципалітети
- Альбінеа
- Казіна
- Каносса
- Куаттро-Кастелла
- Сан-Поло-д'Енца
- В'яно